# Паутинник козлиный
Паути́нник козли́ный, или воню́чий (лат. Cortinarius traganus) — несъедобный гриб рода Паутинник (Cortinarius) семейства Паутинниковые (Cortinariaceae).

## Описание
- Шляпка 4—12 см в диаметре, у молодых грибов полушаровидная, со временем становится выпуклой и почти плоской, сухая, волокнистая, бледно-голубовато-фиолетового, позже беловатого или охристого цвета. Край шляпки молодых грибов подвернут. Кортина бледно-фиолетового цвета, обильная.
- Пластинки приросшие зубцом, сначала шафранно-охристые, с возрастом становятся ржаво-охристыми.
- Ножка 6—12×1—3 см, плотная, булавовидной формы, с сильно утолщённым основанием, волокнистая, одного цвета со шляпкой. На ножке обычно заметны фиолетовые пояски.
- Мякоть серовато-желтоватая или желтовато-бурая, с сильным запахом ацетилена, иногда с горьким вкусом.
- Споровый порошок буровато-жёлтый. Споры 8—10×5—6 мкм, эллипсоидно-миндалевидной формы, ржаво-охристые, слабо шероховатые

## Экология и ареал
Встречается в смешанных и хвойных лесах с августа по октябрь, чаще на возвышенностях. Деревья, рядом с которыми растет — сосна, реже ель.
На территории России встречается в Татарстане, Бурятии, Ленинградской, Свердловской, Ярославской, Вологодской и Мурманской областях и Красноярском крае. В Европе произрастает в Австрии, Бельгии, Германии, Великобритании, Венгрии, Дании, Румынии, Польше, Эстонии, Литве, Финляндии, Швейцарии, Чехии, Словакии. В Африке и Северной Америке не встречается.